# Озвалду-Крус
Озвалду-Крус (порт. Osvaldo Cruz) — муниципалитет в Бразилии, входит в штат Сан-Паулу. Составная часть мезорегиона Президенти-Пруденти. Входит в экономико-статистический микрорегион Адамантина. Население составляет 30 188 человек на 2006 год. Занимает площадь 247,941 км². Плотность населения — 121,8 чел./км².

## История
Город основан 6 июня 1941 года.

## Статистика
- Валовой внутренний продукт на 2003 составляет 334 060 369,00 реалов (данные: Бразильский институт географии и статистики).
- Валовой внутренний продукт на душу населения на 2003 составляет 11 157,66 реала (данные: Бразильский институт географии и статистики).
- Индекс развития человеческого потенциала на 2000 составляет 0,798 (данные: Программа развития ООН).

## География
Климат местности: субтропический.